# Norðurland eystra
Norðurland vestra (islandsky  Norðurland eystra) je jednou z osmi tradičních oblastí Islandu, která se nachází v severní části ostrova. V roce 2024 zde žilo 31 574 obyvatel. Nejlidnatějším městem v regionu je páté nejlidnatější islandské město Akureyri.